# NGC 6187
NGC 6187 في الفهرس العام الجديد، هي مجرة، تقع في كوكبة التنين. اكتشفت في 5 أكتوبر 1883 بواسطة تشارلز أوغسطس يونج.

## روابط خارجية
- NGC 6187 على موقع ويكي سكاي: DSS2, SDSS, GALEX, IRAS, Hydrogen α, X-Ray, Astrophoto, Sky Map, Articles and images